# プロゲステロン
プロゲステロン（英: progesterone）とは、ステロイドホルモンの1種である。一般に黄体ホルモン、プロゲストーゲンの働きをもっている物質として代表的である。

## 生成
思春期・成人女性では、卵巣の黄体から分泌されるが、妊娠時には、妊娠中期以降になると、胎盤からも分泌される。
生体内で黄体ホルモンとして働いている物質のほとんどがプロゲステロンである。黄体ホルモンの主な働きは、女性の体、特に子宮を妊娠の準備をするように変化させ、月経周期を決めて、もし妊娠が起こった場合には、出産までの間、妊娠を維持させる役目を果たすことなどである。
人工的に合成された、黄体ホルモン作用を持つホルモン類似物質を治療目的で投与する場合があるが、これらの黄体ホルモン類似物質はプロゲスチンまたはプロゲストーゲンと総称される。プロゲステロンは錠剤として経口投与されると腸管からの吸収後、肝臓にて大部分が急速に代謝されてしまい、ほとんど効果をもたらさないため、多くの場合プロゲスチンが用いられてきた。その一方で、近年では経膣座薬や膣ジェルなどの投与法を使い、プロゲステロンそのものを使用する方法も一般化しつつある。

## 分泌
プロゲステロンは、卵巣の黄体で合成される。
また、卵巣を除去した乳牛の血液中にもプロゲステロンは含まれる。これは、副腎皮質からもプロゲステロンが微量ではあるが分泌されているからである。また、プロゲステロンは代謝作用に必要不可欠である。

## 作用
プロゲステロンは血中から細胞に入ると、細胞内に存在するプロゲステロン受容体タンパク質に結合して複合体を形成する。この複合体は核内のDNAの特定の部分に結合することで、多くの遺伝子の発現を変化させる。この機構により、子宮内膜や子宮筋の働きを調整したり、乳腺の発達や妊娠の維持などに関わる。また体温上昇の作用もあり、女性の性周期のうち、黄体期に基礎体温が高くなる理由は、主にプロゲステロンの体温上昇作用のためである。プロゲステロンは抗エストロゲン作用も持つ。なお、女性のエストロゲンの分泌能力は健康であれば閉経までほぼ一定に保たれるのに対して、黄体期に黄体から分泌されるプロゲステロンは30歳代に入ると減少を始め、以後、加齢に伴って徐々に低下する。これに伴って、黄体期の基礎体温も低下してゆく。また、プロゲステロンは外呼吸を促進する作用も有する。

## サプリメントとしてのプロゲステロン
プロゲステロンを配合したクリームは、サプリメントとして販売されており、エストロゲンを投与されている際の過剰な子宮内膜の肥厚を抑制したり、骨粗鬆症、更年期症状、生理不順や生理前後の肉体的、精神的不調の緩和などに効果があるとされている。しかし、このような製品の効能に関しては、科学的根拠に乏しいという批判がある。
プロゲステロンは、経口投与では代謝分解されやすい。サプリメントのメーカーらは、プロゲステロンを肌に塗布することにより、プロゲステロンが体内に浸透すると主張する。塗布後の血中プロゲステロン濃度の上昇であるが、実際に2-5 ng/ml程度の血清濃度の増加があるという報告がある。しかし、プロゲステロンは健康な女性の生理周期のピーク時で30-45 ng/ml程度の濃度があり、それと比較すると濃度の上昇は限定的である。また、医薬品と比べると品質の監視も緩やかであり、ホルモン含有量が少ない粗悪な製品もある。
その一方で、評価法によっては（赤血球を含むサンプルを測定し、数日間分のプロゲステロンの血中濃度の変化を積分する）、医師の処方箋が必要なプロゲステロン錠剤に匹敵する値が得られるとして、このようなホルモン剤を一般の人が自由に購入できる状況に懸念を示す研究者もいる。
この問題に関して、クリームの使用を薦める医師、メーカーなどは、
1. クリーム塗布後に吸収されたプロゲステロンは赤血球の膜に結合するため、これまでの血清を用いた検査法では見逃されてきた
2. クリーム塗布後の唾液検査では高いプロゲステロン濃度が検出され、こちらを真の値として用いるべきだ

と反論してきた。
1. に関する検討であるが、実際に赤血球からの検出を試みた研究でもプロゲステロンはわずかしか検出されなかった。
2. に関して、クリーム塗布後の唾液による検査値は、健康な黄体期の女性の数倍にもなる高値を示し、むしろ高すぎて不自然である。また唾液による高値が検出される間、血清のみならず、尿へのプロゲステロン分解物の排出も少ないことから、唾液を用いた検査結果を治療効果を類推するために用いるのは不適切であると思われる。
これらの非医薬品扱いのプロゲステロン製品の実際の治療効果に関して、メーカーや、著書などで使用を推奨する一部の医師が専門誌などに研究結果を発表したことは少ない。幾人かの研究者が臨床試験を行っているが、否定的な結果が大多数である。閉経後の女性に塗布し、血管調節、血中の脂質、骨代謝、心理的影響に関して診断した報告では、変化が無いという結果が示されている。骨粗鬆症に対する効果が主張されることを受けて、Leonettiらは閉経後の女性達を被験者として検討を行ったが、1年にわたるプロゲステロンクリームの使用においても骨密度には変化をもたらさなかった。
近年になってからも骨粗鬆症の予防や治療、更年期障害の緩和の効果が検討されたが、偽薬との差を見出すことは出来なかった。
以上のように、市販のプロゲステロンクリームの薬理作用、治療効果は現状では立証されていない点が多く、特にメーカー側の説明は誇大ともいえる状況にある。実際に2007年10月には、米国連邦取引委員会（FTC）は、プロゲステロンクリーム販売の7社に対し、「骨粗鬆症の予防および治療」「子宮内膜がんの予防」「（通常はプロゲステロンの重大な副作用である）乳がんの発症リスクがない/むしろ予防効果がある」の3点に関しては科学的根拠がなく、虚偽広告がなされていると告発している。
近年、医療の現場ではプロゲステロンを膣座薬や膣ジェルなどに加工したものが使用されており、一定の効果を上げているが、「自然なプロゲステロンを使用している」というキーワードで自らの製品を関連付けて宣伝するメーカーも散見される。
現状では、プロゲステロンクリームは医学的根拠に乏しいサプリメントであると言わざるを得ない。

## 医薬品としてのプロゲステロン
日本薬局方収載品は、プロゲステロン（結晶性の粉末）、プロゲステロン注射液（油性の注射液）の2品。
生殖補助医療（ART）のホルモン補充療法（Hormone Replacement Therapy; HRT）に用いられる。これまでは天然型プロゲステロンの筋注製剤を用いたり、ウトロゲスタン膣坐剤などの海外製品を医師が個人輸入の形で入手、あるいは院内製剤として自作していたが、2014年9月26日に「ルティナス膣剤」（フェリング・ファーマ）の製造販売が承認された。ARTにおける黄体補充の適応を有した日本初の膣内投与製剤となる。専用のアプリケータ（使い捨て）を用いて膣内に挿入する。同年12月販売開始となったが、薬価未収載である。